# Строфоїд
Строфоїд — строфоподібна єдність віршових рядків довільної кількості. Це така будова вірша, коли єдиного виду строфи в ньому встановити не можна, але наявність рим чи епіфор дає підставу відчувати певні елементи строфічної організації. Обсяг строфоїда не повинен переходити верхню межу строфічних утворень, тобто 18—20 рядків. Якщо зазначений обсяг перевищено, то це вже не строфічний, а астрофічний вірш, тобто йдеться тільки про композиційний поділ тексту на фрагменти. Рима бере активну участь в утворенні строфоїда, але римування не окреслює строфи, а утворює з рядків ланцюгове сполучення, для якого характерні наскрізна рима, часті перенесення (переважно на місці можливого строфоподілу) і єдність змісту. 
Строфоїди — явище, досить поширене у строфіці творів Т. Шевченка. Вони становлять перехідну форму від строфового типу віршування до астрофічного вірша. Таким 19-рядковим строфоїдом є вірш «Марку Вовчку», де є три основні способи римування — суміжне, кільцеве й перехресне, два найпоширеніші види рими — чоловіча й жіноча, але розміщення цих рим не дає підстав для виділення строф. Перенесення 5, 7, 12 й 17 рядків також роблять неможливим строфоподіл. Зразки строфоїда вбачаються також у поезіях І. Франка (деякі вірші із збірки «Зів'яле листя»), Г. Чупринки, М. Семенка («Тов. Сонце»), Є. Плужника («Галілей»), І. Світличного («Курбас»), та ін.